# 恵那市自主運行バス

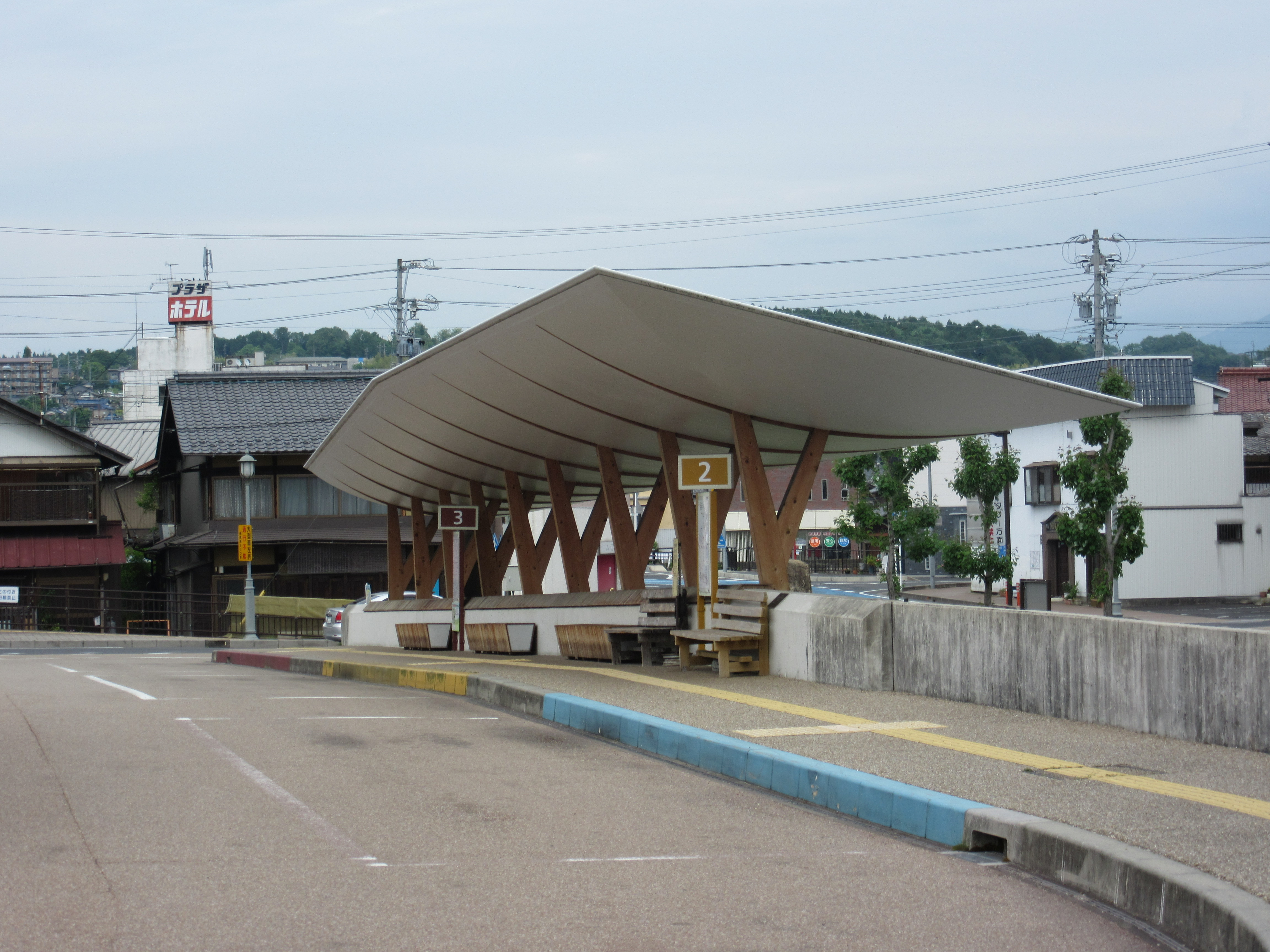
恵那駅前バス乗り場。恵那市自主運行バスの一部が発着している

恵那市自主運行バス（えなしじしゅうんこうバス）は、岐阜県恵那市のコミュニティバス。
東濃鉄道、平和コーポレーション、明知鉄道へ運行委託している。一部の路線は瑞浪市内および愛知県豊田市内に乗り入れる。
恵那市合併前は各市町村が、東濃鉄道の廃止路線を引き継いだ廃止代替路線、旧上矢作町の町営バス、旧山岡町の町営バス、旧岩村町の福祉バス、旧串原村の村営バスとして運行していた。
恵那駅、岩村駅、山岡駅、明智駅で明知鉄道明知線との乗換えが可能である。

## 概要
- 運行日 - 路線により運休曜日が異なるが、基本的に平日は毎日運行。毎日運行、休日運休、土休日運休の路線がある。串原線（生き生き線）は週１日運行のため注意が必要。
- 運賃 - 岩村東線・西線、山岡地区（瑞浪＝山岡線を除く）は均一制。その他の路線は、対キロ制あるいはブロック制。

## 年表
- 1995年（平成7年）4月 - 山岡町営バス（無料）運行開始
- 1998年（平成10年）10月1日
  - 岩村町福祉バス（無料）運行開始
  - 上矢作町営バス運行開始
- 2002年（平成14年）11月1日 - 恵那病院シャトルバス、毛呂窪線を運行開始
- 2004年（平成16年）10月25日 - 恵那市と恵那郡山岡町・明智町・岩村町・串原村・上矢作町が合併して恵那市が発足。
- 2006年（平成18年）10月1日 - 岩村地区、山岡地区の路線を有償化
- 2007年（平成19年）
  - 6月1日 - 串原線（川ヶ渡～矢作ダム間、福原～小田子間）をデマンド方式に変更
  - 10月1日 - 山岡地区の運行事業者を、ごとう観光から平和コーポレーションに変更。
- 2009年（平成21年）10月1日 - 上矢作、串原、岩村、山岡地区の路線を再編。バロー岩村店への乗り入れや、明知鉄道との接続時刻を調整。串原線、上矢作線の運行事業者を東濃鉄道から平和コーポレーションに変更。
- 2010年（平成22年）10月1日-　岩村地区の運行事業者をスカイ観光から平和コーポレーションに変更。
- 2023年  (令和5年) 4月1日 - 明智地区の2路線の運行事業者を東濃鉄道から明知鉄道に変更[1]。

## 現行路線

### 東濃鉄道委託
2023年4月1日現在。

阿妻＝横道線の「明智駅前」-「上田」間の各バス停と「大田」停で、東鉄バスの明智線に乗り換えが可能である。
- [12]丸池線
  - 恵那駅前 - （恵那病院前） - 丸池市営住宅前
※ 休日運休

- [13]中野方線
  - 恵那駅前 - 文化センター前 - （恵那病院前） - 久須見 - 笠置峡 - 中野方馬越 - 中野方車庫
- [14]飯地線
  - 南口 - 入野 -  飯地 - 笠置峡
  - 下栃久保 → 笠置峡 → 恵那北小学校 → 恵那病院 → 文化センター前 → 恵那駅前
  - 恵那北小学校 → 笠置峡 →下栃久保

※土日祝日運休 
※笠置峡 - 南口間のみ予約式デマンドバス「いいじ里山バス」が運行
- [15]笠置線
  - 恵那駅前 - 文化センター前 - 山中口 - 恵那病院 - 久須見 - 宮田前 - 笠置公民館前 - 毛呂窪
  - 恵那駅前 - 文化センター前 - 山中口 - 茂立 - 山中口 - 久須見 - 恵那北小学校 - 小井戸 - 笠置公民館前(笠置峡経由)
  - 恵那駅前 - 文化センター前 - 山中口 - 恵那病院 - 丸池市営住宅 - 毛呂窪 - 笠置公民館前 (毛呂窪経由)
※ 土曜日・休日運休
- [16]毛呂窪線
  - 恵那駅前 - 文化センター前 - 山中口 - 恵那病院 - 久須見 - 宮田前 - 笠置公民館前 - 毛呂窪 - 鹿の湯
※ 土曜日・休日運休
- [17]藤線
  - 恵那駅前 - 文化センター前 - 武並駅前 - 上野 - 武並コミュニティー前 - 藤 - 奥山足
  - 恵那駅前 - 石橋 - まきがね公園前 - JAひがしみの恵那西支店 - サニーハイツ前 - 藤 - 奥山足 - 茂立 - 山中口 - 恵那病院
- [21]三郷線
  - 恵那駅前 - 恵那市役所 - 大洞団地口 - 三郷平 - 椋実
  - 恵那駅前 - 文化センター前 - 三郷平 - 椋実
- ※文化センター前経由は土曜日・休日運休

- [22]大洞循環線
  - 恵那駅前 → アクロスプラザ恵那 → 大洞市営住宅 → アクロスプラザ恵那 → 恵那駅前

※ 土曜日・休日運休
- [23]椋実＝武並線
  - 椋実 - 三郷平 - 武並駅前
- [24]小野川線
  - 恵那駅前 - 恵那市役所前 - 東野駅前 - 小野川上 - 恵那総合庁舎 - 東鉄恵那車庫
※ 土曜日・休日運休
- [25]元起線
  - 恵那駅前 - 大井宿本陣 - 岡瀬沢 - 元起 -  東野1 - 恵那総合庁舎 - 東鉄恵那車庫
  - 恵那駅前 - 石橋 - 山中口 - 恵那病院 - 下岡瀬沢 - 岡瀬沢 - 元起 -  東野1 - 恵那総合庁舎 - 東鉄恵那車庫

※土曜日・休日運休

### 明知鉄道受託
- [63]阿妻＝横道線
  - 明智駅前 - 明智中学校前 - 小泉 - 下田良子 - 才坂 - 阿妻 - 丸草 - 丸草口
※ 土曜日・休日運休
- [64]明智＝峰山線
  - 明智駅前 - 明智中学校前 - 馬木 - 高波 - 峰山 - 中沢
※ 土曜日・休日運休

### 平和コーポレーション受託
- [51]瑞浪＝山岡線
  - 瑞浪駅前 - 東農厚生病院 - 道の駅（おばあちゃん市・山岡）- 広瀬 - 旧鶴岡学校 - 下手向郵便局 - 山岡駅前

2012年4月1日現在

瑞浪＝山岡線（吹越経由）・吹越線の「吹越」バス停で、東鉄バスの明智線に乗り換えが可能である。
串原地区各線の「土場」-「閑羅瀬」-「矢作ダム」間のバス停で、豊田市・旭地域バス（生駒線）に乗り換え可能。

大野岩倉線・上矢作線の「押山西」・「押山」の各バス停で、豊田市・稲武地域バス（押山線・川入線）に乗り換え可能。

　※ 「押山西」・「押山」の各バス停は、愛知県豊田市に存在する。
- [52]吹越線
  - 山岡駅前 - 健康プラザ - 山岡振興事務所前 - 庚申下南 - （陶業文化センター） - 吹越
※ 休日運休

- 田代＝下手向線
  - 山岡駅前 → 山岡振興事務所前 → 田代薬師堂 → 田代新田（ → 笹平 ※2）→田代新田→新田大橋→山岡振興事務所前→健康プラザ→山岡駅前
  - 山岡駅前 → 健康プラザ → 山岡振興事務所前 → 田代薬師堂 → 田代新田（ → 笹平 ※2）→田代新田→新田大橋→山岡振興事務所前→健康プラザ
※ 土曜日・休日運休
※往路（田代方面行）「健康プラザ」経由の便は、復路「健康プラザ」止まり。
※2：木曜日のみ「笹平」経由

- 山田＝田沢線
  - 健康プラザ - 山岡駅前 - 花白 - 兼平 - （峰山 ※1） - 山岡駅前 - 健康プラザ
※ 土曜日・休日運休
※1：火・木曜日のみ「峰山」経由。

- 久保原＝上手向線
  - 健康プラザ - 的場 - （古野川 - 端田 ※1） - 爪切地蔵 - 山岡駅前 - （黒羽根 ※1） - 健康プラザ
※ 土曜日・休日運休
※1：火・木曜日のみ「古野川」・「端田」・「黒羽根」経由

#### 串原地区
2012年4月1日現在

- 串原線
  - 矢作ダム線
    - 矢作ダム - 閑羅瀬 - 土場 - ささゆりの湯 - 串原振興事務所前 - 明智振興事務所 - 明智駅前

  - 中沢線
    - 串原振興事務所前 - 中沢
※ 土曜日・休日運休

  - 福原線
    - ささゆりの湯 -  串原振興事務所前 - 平山 - 大野 - 福原
※ 土曜日・休日運休

##### 生き生き線
- 松林大平線
  - 串原振興事務所前 - 松林住宅下 - 大平防火水槽前 - 串原振興事務所前 - 藤内 - 明智振興事務所 - 明智駅前
※ 月曜日運行
- 串原診療所線
  - 松本循環：串原振興事務所前 - 松本
※ 隔週火曜日運行
  - 松林循環：串原振興事務所前 - 松林住宅下
※ 隔週火曜日運行
  - 閑羅瀬循環：串原振興事務所前 - 土場 - 閑羅瀬
※ 火曜日運行

- 大野岩倉線
  - 串原振興事務所前 - 松本 - 大野 - 福原 - 押山西 - 押山 - 道の駅ラ・フォーレ福寿の里 - 岩村振興事務所前 - 岩村駅前 - バロー岩村店
※ 水曜日運行
- 松本中沢線
  - 串原振興事務所前 - 松本 - 中沢 - 明智駅前
※ 木曜日運行
- 閑羅瀬柿畑線
  - 串原振興事務所前 - 土場 - 閑羅瀬 - 土場 - 柿畑消防器庫前 - 串原振興事務所前 - 明智振興事務所前 - 明智駅前
※ 金曜日運行

#### 上矢作地区・岩村地区
- 上矢作線
  - （大野 - 福原 - 押山西 - ）押山 - 横道車庫 - 上矢作病院前 - 道の駅ラ・フォーレ福寿の里 - 岩村振興事務所前 - 岩村駅前（ - バロー岩村店）
※ 12月29日 - 1月3日は休日ダイヤ。1月1日は運休。
- 岩村東線
  - （岩村駅 - ）総合福祉センター - 富田 - 岩村駅 - 総合福祉センター
※ 土曜・休日・年末年始（12月29日 - 1月3日）は運休。一乗車100円（小児は半額）。
- 岩村西線：
  - （総合福祉センター - ）上平公会堂 - （バロー岩村店） - 岩村駅 - 総合福祉センター
※ 土曜・休日・年末年始（12月29日 - 1月3日）は運休。一乗車100円（小児は半額）。
- 大野岩倉線
  - 水曜日運行。生き生き線参照。

## 廃止路線
- 恵那駅前 → 大洞団地口 → 文化センター前 → 恵那駅前（大洞団地循環）
- 明智駅前 - 上田 - 大栗 - 丸草口 - 阿妻 - 才坂 - 下田良子 - 大栗 - 大田器庫前 - 小泉 - 明智駅前
- 明智中学校前 - 明智駅前 - 上田南
- 吹越経由　往路：瑞浪駅北 → 東濃厚生病院前 → 益見 → 道の駅（山岡） → 新田大橋 → 新中田 → 吹越 → 庚申下南 → 山岡振興事務所前 → 山岡駅前
- 吹越経由　復路：瑞浪駅北 ← 東濃厚生病院前 ← 益見 → 道の駅（山岡） ← 新田大橋 ← 庚申下南 ← 陶業文化センター ← 吹越 ← 庚申下南 ← 山岡振興事務所前 ← 山岡駅前